# 弗里肖夫·希伦
弗里肖夫·希伦（瑞典語：Fritjof Hillén，1893年5月19日—1977年11月7日），瑞典男子足球运动员。他曾代表瑞典参加1920年和1924年夏季奥林匹克运动会足球比赛，其中1924年奥运会获得一枚铜牌。